# Kerčki zaljev
Kerčki zaljev (rus. Керченская бухта, ukr. Керченська бухта, krim. tat. Keriç körfezi) je zaljev Azovskog mora odnosno tjesnaca Kerčkih vrata u regiji istočnog Krima.
Nalazi se na istočnom kraju Kerčkog poluotoku, u blizini grada Kerča.

## Arheologija
Godine 2017. tijekom podvodnih građevinskih radova u Kerčkom zaljevu otkrivena je glava starogrčkog boga. Izrađen je negdje između 5. i 3. stoljeća prije Krista.

## Vanjske poveznice
|  | Zajednički poslužitelj ima još gradiva o temi Kerčki zaljev |